# Festival Internacional del Humor 1988
Festival Internacional del Humor 1988 es la quinta edición del Festival Internacional del Humor emitido por Caracol Televisión, presentados por Alfonso Lizarazo y María Ximena Godoy.

## Sinopsis
Artistas invitados de varios países dan una muestra de su talento, en diferentes números artísticos que pueden ser de humor, magia, imitación y baile.

## Invitados
- Lucho Navarro
- Carlos Donoso
- Simón Díaz
- Julio Sabala
- Carlos Alfredo Fatule
- Larry
- Moreno López
- Grupo Alcione
- Gustavo Lorgia

Participaron también algunos humoristas del elenco de Sábados Felices
- Álvaro Lemmon "El Hombre Caimán"
- Enrique Colavizza "Clown"
- Hugo Patiño "El Príncipe de Marulanda"
- Jaime Agudelo "El Flaco"
- Jackeline Henríquez
- Oscar Meléndez "El Peluquín"
- David Alberto García "Jeringa"
- Pedro Nel Martínez
- Carlos Sánchez "El Mocho"
- Norberto López
- María Dunia
- Marcelino Rodríguez "Mandíbula"
- Jorge Zuloaga "Topolino"